# Dennis William Stevenson
Dennis William Stevenson (1942) è un botanico statunitense, autore di  numerosi studi sulla classificazione ed evoluzione delle Cicadee.

## Alcune opere
- Stevenson, D.W. 1988. "Strobilar ontogeny in the Cycadales." In: Leins, P., P. Endress, and S. Tucker, eds. Aspects of Floral Evolution. J. Cramer, Stuttgart. 205-224pp.

- Loconte, H. and D. Stevenson. 1990. "Cladistics of the Spermatophyta." Brittonia 42:197-211.

- Stevenson, D.W. 1990. "Morphology and Systematics of the Cycadales." Mem. N. Y. Bot. Gard. 57:8-55.

- Stevenson, D.W. and H. Loconte. 1995. "Cladistic analysis of monocot families." In: P.J. Budall, P.J. Cribb, D.F. Cutler & C.J. Humphries, editors. Monocotyledons: Systematics and Evolution, pp. 543–578, Royal Botanic Gardens, Kew.

- Stevenson, D.W. and H. Loconte. 1997. "Ordinal and familial relationships of pteridophyte genera." In: J. Camus, M. Gibby & R. Johns, editors. Pteridology in Perspective, pp. 435–467. Royal Botanic Gardens, Kew.

- Stevenson, D.W., K. Norstog, & P. Fawcett. 1999. "Pollination biology of cycads." In: S. Owens & P. Rudall, editors. Reproductive Biology: In Systematics, Conservation, and Economic Botany, pp. 277–294. Royal Botanic Gardens, Kew.

- Stevenson, D.W., J. Davis, J. Freudenstein, C. Hardy, M. Simmons and C. Specht. 2000. "A phylogenetic analysis of the monocotyledons based on morphological and molecular character sets, with comments on the placement of Acorus and Hydatellaceae." In: K. Wilson & D. Morrison, editors. Monocots: Systematics and Evolution. pp. 17–24. CSIRO, Melbourne.

- Daly, D., K. Cameron, & D. Stevenson. 2001. Plant systematics in the age of genomics. Pl. Physiol. 127: 1328-1333.

- Stevenson, D. 2001. Cycadales. Flora de Colombia 21: 1-92.

- Brenner, E., D. Stevenson, & R. Twigg. 2003. Cycads: Evolutionary innovations and the role of plant-derived neurotoxins. Trends in Plant Science 8: 446-452.

- Davis, J., D. Stevenson, G. Petersen, O. Seberg, L. Campbell, J. Freudenstein, D. Goldman, C. Hardy, F. Michelangeli, M. Simmons, C. Specht, F. Vergara Silva, & M. Gandolfo. 2004. A Phylogeny of the monocots, as Inferred from rbcL and atpA sequence variation, and a comparison of methods for calculating jackknife and bootstrap values. Syst. Bot. 29: 467-510.

- Artabe, A., A. Zamuner, & D. Stevenson. 2004. Two new petrified cycad stems, Brunoa gen. nov. And Worsdellia gen. nov., from the Cretaceous of Patagonia (Bajo De Santa Rosa, Province of Rio Negro), Argentina. Bot. Rev. 70: 121-133.

- Smith, N., S. Mori, A Henderson, D. Stevenson, & S. Heald (eds.). 2004. Flowering Plants of the Neotropics. 594 pp. Princeton University, Press, Princeton.